# Напиорковский, Антон Юлианович
Анто́н Абдо́н Юлиа́нович Напиорко́вский (1851—1917) — член Государственного совета Российской империи, юрист, журналист, помещик, предприниматель.

## Биография
Родился в польской католической дворянской семье. Его отец — помещик Юлиан Напиорковский. Имя матери — Антонина. В Плоцке Антон Напиорковский окончил гимназию. В 1874 году окончил юридический факультет Варшавского университета со степенью кандидат права. Службу начал в Министерстве юстиции, с 1874 года он апликант при Варшавском гражданском трибунале. В 1875 году он переехал в Новгород, где занимал должность кандидата на судебные должности при прокуроре Новгородского окружного суда. С 1876 года он исполняющий должность судебного следователя; позже перемещен кандидатом на судебные должности при Новгородском окружном суде. В 1877-1882 годы Напиорковский исполнял должность судебного следователя в Демянске, Старорусском, Демянском, Крестецком, Новгородском, Тихвинском уездах, в Новгороде. Одновременно со своими служебными обязанностями Напиорковский был главным редактором журнала «Криминалист», который издавался в 1882 году. В 1884 году Антон Юлианович был причислен к Министерству юстиции. В 1886 году он подал прошение и был уволен. Поселился в своем имении Кеж (пол. Kierz) Люблинской губернии, занялся сельским хозяйством, большей частью скотоводством, и общественной деятельностью. В Люблинской губернии ему принадлежало около 900 десятин земли и винокуренный завод. Немало времени  в это время он уделял подачи юридических советов соседям крестьянам, котором помощь особенно была полезна из-за незнания русского языка, на котором велось судопроизводство. В своих статьях Напиорковский указывал на необходимость учреждения суда присяжных в Царстве Польском и ведения судопроизводства в гминных судах на местном языке. По вопросам о сервитутах и способах устранения чересполосицы, образуемой в сильной мере при крестьянских наследственных разделах, Антон Юлианович указывал на необходимость разрешений и входил в Министерство земледелания и государственного имущества по этому делу. Занимался вопросом крестьянского благоустройства и кредита. С 1901 года он — заместитель члена правления Люблинского сельскохозяйственного общества. В 1902-1903 годы Напиорковский входил в Люблинский губернский комитет наблюдательного совета по делам, связанным с реализацией сельскохозяйственной продукции, этот совет создан в связи с экономическим кризисом в Российской империи. 4 мая 1906 года Антон Юлианович Напиорковский был избран членом Государственного совета Российской империи от землевладельцев Царства Польского, входил в Польское коло. Был членом особых комиссий по законопроектам: «О главных основаниях и порядке установления сбора в пользу городов с грузов, привозимых и вывозимых по железным дорогам» (1909), «О новой организации попечительств о народной трезвости» (1909), «Об изменении некоторых правил о паровых котлах» (1909). В 1909 году он выбыл из Государственного совета за окончанием срока полномочий. После этого он вновь занялся общественной деятельностью. В 1914 году Антон Юлианович стал одним из основателей газеты «Głos Lubelski» («Люблинский голос»). В ночь на 22 ноября 1917 года он был убит бандитами, напавшими на него на улице.

## Сочинения
- Аграрная реформа и крестьянский банк / А. Напиорковский. - Варшава : Пол. тип., 1911. - 50 с. ;
- Сахар как источник продуктивной силы и двигатель сельского хозяйства : Докл. общему собр. чл. Люблин. с.-х. о-ва 7 дек. 1912 г. : Пер. с пол / Антон Напиорковский. - Люблин : Люблин. с.-х. о-во, 1913. - 42 с. ;
- Samoobrona i samopomoc / Napiórkowski, Antoni / Przedr.: Ziemia Lubelska no 389 z dopełnieniami. / Lublin / 1914
- Percelacja wobec komasacji i racjonalne kolonizowanie / Napiórkowski, Antoni / nakł. autora,/ 1902. - 23 с.